# The Call of Ktulu
«The Call of Ktulu» — инструментальная композиция группы Metallica. На её написание музыкантов вдохновили произведения Говарда Лавкрафта, в частности The Call of Cthulhu. Композиция вошла в состав второго альбома Ride the Lightning, вышедшего в 1984 году.

## История создания
Это одно из немногих произведений в творчестве Metallica, в написании которых принимал участие Дэйв Мастейн, ведущий гитарист группы в первое время её существования, и изначально она называлась «When Hell Freezes Over». Позже название композиции было изменено по инициативе нового басиста группы, Клиффа Бёртона, и была добавлена гитарная аккордовая структура, написанная Кирком Хэмметом, который был большим поклонником Лавкрафта. Ошибки в написании слова «Cthulhu» объясняются тем, что согласно произведениям Лавкрафта упоминание имени Ктулху (устно или письменно) может его призвать, поэтому группа изменила название «в страхе перед чудовищем».
Причины попадания инструментальной композиции на альбом металлической группы до сих пор остаются загадкой. По одной из версий, Джеймс Хэтфилд испытывал затруднения с написанием текста, так как сам не читал Лавкрафта. Другая версия состоит в том, что для того, чтобы закончить запись, группе оставалось добавить на альбом ещё одну композицию, и для этого Metallica решила дописать наполовину законченную композицию Мастейна.
Майкл Кеймен подготовил партии классических музыкальных инструментов в качестве дополнения для «The Call of Ktulu» для альбома 1999 года S&M, и версия с этого альбома получила премию «Грэмми» за лучшее рок-музыкальное представление.
Нынешняя группа Дэйва Мастейна — Megadeth использовала ту же аккордную структуру (00:05-00:32) в своей песне «Hangar 18» с альбома Rust in Peace.